# Japonichilo bleszynskii
Japonichilo bleszynskii là một loài bướm đêm trong họ Crambidae.